# Berg (Linköping)
 For alternative betydninger, se Berg. (Se også artikler, som begynder med Berg)
58°29′16.627″N 15°31′40.087″Ø / 58.48795194°N 15.52780194°Ø
Berg er en by i Linköpings kommun i Östergötlands län i Östergötland i Sverige. I 2010 havde byen 1.278 indbyggere. Berg ligger cirka 10 kilometer nordvest for Linköping.

## Bergs sluser
I Berg ligger Bergs sluser som løfter Göta kanalen op fra søen Roxen til Östergötlands sletteland hvorfra den går videre mod Borensberg - Motala og Vättern. Carl Johans sluser udgør kanalens længste slusetrappe, med sine 7 sluser og yderligere to dubbeltsluser.
Umiddelbart syd for Berg ligger Vreta klosters kirke og klosterruin, der var Sveriges første kloster.

## Eksterne kilder og henvisninger
- Wikimedia Commons har flere filer relateret til Berg (Linköping)